# Билли Батгейт
«Билли Батгейт» (англ. Billy Bathgate) — кинофильм, криминальная драма режиссёра Роберта Бентона. Экранизация романа Эдгара Лоренса Доктороу. Номинация на премию Золотой глобус.
Сюжет «Билли Батгейта» обнаруживает определённое сходство с другими известными гангстерскими драмами: «Клуб Коттон» и «Славные парни».

## Сюжет
Действие фильма происходит в 1930-е годы в США. Нью-йоркский гангстер по кличке «Голландец Шульц» — глава влиятельной банды. Он находит и неожиданно приближает к себе ничем не примечательного молоденького паренька Билли Батгейта из Бронкса. Вскоре Голландец разбирается со своим подручным Бо Вейнбергом, который предал своего хозяина. Билли в этой истории показывает абсолютную преданность и поднимается в иерархии банды до положения первого помощника Голландца.
После смерти Вейнберга одинокой осталась Дрю Престон. Голландцу понравилась красивая женщина и он делает её своей любовницей. Голландца между тем преследуют спецслужбы, и он занят в длительном судебном процессе. Шульц поручает Билли присмотреть за Дрю. Это заканчивается тем, что молодые люди полюбили друг друга. Понимая, что Голландцу недолго осталось жить или находиться на свободе, Билли решает выйти из игры и скрыться с любимой женщиной.

## В ролях
- Дастин Хоффман — Голландец Шульц
- Николь Кидман — Дрю Престон
- Лорен Дин — Билли Батгейт
- Брюс Уиллис — Бо Вейнберг
- Стивен Хилл — Отто Берман
- Стив Бушеми — Ирвинг
- Билли Джай — Микки
- Джон Костелло — Лулу
- Тимоти Джером — Дикси Дэвис (как Тим Джером)
- Стэнли Туччи — Лаки Лучано
- Майк Стар — Джули Мартин
- Роберт Колесберри — Джек Келли
- Стефен Джойс — мистер Хайнс
- Фрэнсис Конрой — Мэри Бехаг
- Мойра Келли — Бекки